# MASTER/マスター
『MASTER／マスター』（マスター、原題：마스터）は、2016年公開の韓国映画。監督はチョ・ウィソク。主演はイ・ビョンホン、カン・ドンウォン、キム・ウビン。韓国で観客動員数714万人を記録した。

## ストーリー
韓国全土のネットワークを手中に収めているワン・ネットワーク株式会社。会長のチン・ヒョンピル（イ・ビョンホン）はマルチ商法で企業を成功させたカリスマ的な詐欺師だったが、警察の知的犯罪捜査課長キム・ジェミョン（カン・ドンウォン）によって政治家や官僚との深い関係を疑われる。企業のITアーキテクト兼ブレインのパク・チャングン（キム・ウビン）を見つけ出したキムは、チンを検挙するチャンスをつかむ。
キムはパクを説得し、罪を軽くする代わりにTech Hubとチンの秘密元帳を手に入れる。パクは警察に密告するという任務を遂行する間、協力する振りをして会社の多額の機密費を盗み出していた。
捜査の手が自身に及んでいるという噂を聞きつけたチンは、韓国での計画を止めてパートナーと密航。パクも暗殺されるが、キムは諦めずにチンを追い続ける。半年後、チン殺害のニュースが国中を駆け巡るが、チンはフィリピンのマニラにいた。キムはマニラに飛び、激しい争いの後にチンをついに逮捕する。

## キャスト
- イ・ビョンホン：チン・ヒョンピル会長(吹替：阪口周平)
- カン・ドンウォン：キム・ジェミョン (吹替：野島裕史)
- キム・ウビン：パク・チャングン(吹替：鈴木達央)
- オム・ジウォン：シン・ジェンマ(吹替：今泉葉子)
- オ・ダルス：ファン・ミョンジュン(吹替：渡邉隼人)
- チン・ギョン：キムオンマ／キム・ミヨン
- チョン・ウォンジュン：警察庁長官
- ユ・ヨンス：ハン・サンウク局長(吹替：辻井健吾)
- チョ・ヒョンチョル：眼鏡男(吹替：峰晃弘)
- パク・ヘス：ポンゴジ
- ウ・ドファン：スナップ・ペク
- イ・スノン：知能犯罪捜査隊チーム員1
- ペ・ジョンナム：知能犯罪捜査隊チーム員2
- チョン・スギョ：知能犯罪捜査隊チーム員3
- キム・ジョンウ：知能犯罪捜査隊チーム員4
- ホ・ヒョンギュ：知能犯罪捜査隊チーム員5
- チュ・ソクテ：ピーター・キム(吹替：水越健)
- パク・チョンジャ：シン先生　※特別出演(吹替：杉山滋美)
- キム・ビョンオク：声  ※友情出演

## 受賞
- 第1回韓国シナリオ作家協会賞：キャラクター賞（オ・ダルス）